# Ignaz Wechselmann
Ignaz Wechselmann (ur. 1828 w Mikołowie, zm. 17 stycznia 1903 w Budapeszcie) węgierski architekt i filantrop.  
Wykształcenie zdobywał w Berlinie, po studiach zamieszkał w Wiedniu, gdzie był asystentem architekta  Ludwika Förstera. W roku 1856 przeniósł się do Budapesztu, gdzie w imieniu swojego nauczyciela nadzorował budowę Wielkiej Synagogi.
W latach 1870–1890 zaprojektował wiele pałaców, młynów, fabryk w Budapeszcie. W roku 1886 otrzymał Order Żelaznej Korony trzeciej klasy, wkrótce później otrzymał tytuł szlachecki od cesarza Franciszka Józefa I.
W testamencie zapisał milion koron dla Instytutu Niewidomych oraz dwa miliony koron dla zasłużonych nauczycieli szkół publicznych.